# Kreisgericht Bartenstein
Das Kreisgericht Bartenstein war ein preußisches Kreisgericht in der damaligen Provinz Preußen mit Sitz in der Kreisstadt Bartenstein.

## Geschichte
In Bezirk des Kreisgerichts Bartenstein bestanden bis 1849 das königliche Land- und Stadtgericht Bartenstein sowie viele Patrimonialgerichte.
1849 wurden in Preußen einheitlich Kreisgerichte geschaffen. Hierbei wurde die Patrimonialgerichtsbarkeit abgeschafft und die Patrimonialgerichte wurden aufgehoben. Auch die eingangs genannten Gerichte wurden aufgehoben und es entstand das Königliche Kreisgericht Bartenstein im Sprengel des Ostpreußischen Tribunals zu Königsberg. Es war für den Kreis Preußisch Eylau und den Landkreis Friedland zuständig.
Am Kreisgericht Bartenstein war eine Schwurgerichtskammer für die Kreisgerichte Bartenstein, Heilsberg und Rössel eingerichtet. Am Gericht waren 1870 ein Direktor und elf Kreisrichter eingesetzt. 1870 betrug die Zahl der Gerichtseingesessenen 100.707. Gerichtskommissionen bestanden in Creuzburg, Domnau, Preußisch Eylau, Friedland, Landsberg und Schippenbeil. Gerichtstage wurden in Landsberg gehalten.
Im Rahmen der Reichsjustizgesetze wurde das Gerichtswesen in Deutschland 1879 vereinheitlicht. Damit wurde das Kreisgericht Bartenstein aufgehoben und das königlich preußische Amtsgericht Bartenstein mit Wirkung zum 1. Oktober 1879 als eines von siebzehn Amtsgerichten im Bezirk des Landgerichtes Bartenstein als Nachfolger gebildet.